# Угрюмов, Виктор Петрович
Ви́ктор Петро́вич Угрю́мов (12 августа 1939, Хабаровск, РСФСР, СССР) — советский конник, Заслуженный мастер спорта СССР (1980), чемпион летних Олимпийских игр 1980 года в командном первенстве, бронзовый призёр Олимпийских игр 1980 года в личном первенстве. Тренер-преподаватель по конному спорту.

## Биография
Виктор Угрюмов родился 12 августа 1939 года в Хабаровске. Во время Великой Отечественной войны семья переехала в Ташкент, где Виктор и вырос. С конным спортом Виктор Угрюмов познакомился в клубе ДОСААФ, где проходил подготовку перед службой в армии. Отслужив, Виктор поступил в Институт физической культуры и продолжил занятия в конноспортивной школе.
Спортивную карьеру Угрюмов начал участием в Спартакиаде народов СССР. И хотя сборную Узбекской ССР, за которую выступал Угрюмов, постиг провал, Угрюмова заметили и пригласили на тренерскую работу в Белорусскую ССР. В составе сборной Белоруссии Угрюмов добился успеха как в личных, так и в командных первенствах.
Работал главным тренером сборной России по выездке.

## Спортивные награды
Виктор Петрович Угрюмов носит звание заслуженного мастера спорта, заслуженного тренера Белорусской ССР (1977), а также заслуженного деятеля физической культуры Белорусской ССР (1979). Награждён орденом Дружбы народов и медалью «Ветеран труда». А также:
- 1972—1980: Семикратный чемпион СССР.
- 1975: Серебряный призёр чемпионата Европы в командных соревнованиях.
- 1978: Бронзовый призёр чемпионата мира в командных соревнованиях.
- 1979: Серебряный призёр чемпионата Европы в командных соревнованиях.
- 1980: Чемпион XXII Летних Олимпийских игр в Москве в командных соревнованиях.
- 1980: Бронзовый призёр XXII Летних Олимпийских игр в Москве в личном первенстве.
- 1981: Бронзовый призёр чемпионата Европы в командных соревнованиях.